# Incel
Incel (aglutinação das palavras inglesas involuntary celibates, em português:  "celibatários involuntários") é uma subcultura online cujos membros, em sua maioria homens brancos heterossexuais, se definem como incapazes de encontrar uma parceira romântica ou sexual, apesar de desejarem ter. Essa frustração criou a base de uma ideologia que é caracterizada pelo ódio às mulheres (misoginia), que muitas vezes é expresso por meio de discurso de ódio ou, em certos casos, violência contra as mulheres.
O termo foi criado em 1993 por uma jovem mulher no Canadá com a finalidade de expressar sua dificuldade de aceitação social, porém rapidamente foi apropriado por grupos de jovens homens brancos que frequentemente desabafavam suas frustações sexuais online. As discussões nos fóruns incels são frequentemente caracterizadas pelo machismo, ressentimento, misantropia, autopiedade, racismo e violência contra pessoas sexualmente ativas. O Southern Poverty Law Center, organização americana sem fins lucrativos, descreveu a subcultura incel como "parte do ecossistema supremacista masculino virtual" que está inclusa na sua lista de grupos de ódio.
Em 2018, devido ao Massacre de Isla Vista e o Massacre na Stoneman Douglas High School, ambos nos Estados Unidos, o tema ganhou destaque ao ser abordado em jornais, revistas e periódicos especializados. A comunidade incel é considerada uma ameaça terrorista em diversos países como Estados Unidos, Reino Unido e Canadá.  No mínimo, quatro assassinatos em massa, resultando em um total de 45 mortes, foram cometidos na América do Norte por homens que se identificaram como incels ou que mencionaram nomes e escritos relacionados a incels em seus escritos privados ou na internet. As comunidades incels têm sido criticadas pela mídia e pelos pesquisadores por serem misóginas, encorajarem a violência, espalharem extremismo e por radicalizarem seus membros.

## História
A primeira comunidade online a usar o termo "incel" foi iniciada em 1993, quando uma universitária canadense conhecida apenas pelo seu primeiro nome, Alana, criou um site para discutir sua inatividade sexual com outras pessoas. O site se chamava "Alana's Involuntary Celibacy Project", foi usado por pessoas de todos os sexos para compartilhar seus pensamentos e experiências. Em 1997, ela iniciou uma lista de discussão sobre o tema que usou a sigla INVCEL, mais tarde encurtada para "incel", para "qualquer um de qualquer gênero que estivesse sozinho, nunca tivesse tido relações sexuais ou que não tivesse um relacionamento há muito tempo".
Durante sua carreira universitária e depois, ela percebeu que era queer e ficou mais confortável com sua identidade. Ela parou de participar de seu projeto virtual por volta do ano 2000 e deu o site para um desconhecido. Ao comentar sobre o site em 2018, Alana disse:

Definitivamente não era um monte de caras culpando as mulheres por seus problemas. Essa é uma versão bem triste deste fenômeno que está acontecendo hoje. As coisas mudaram nos últimos 20 anos.
Quando ela leu sobre os assassinatos de Isla Vista em 2014, e a forma como partes da subcultura incel glorificou o perpetrador, Elliot Rodger, ela escreveu:

Como um cientista que inventou algo que acabou sendo uma arma de guerra, não posso desinventar essa palavra, nem restringi-la às pessoas mais agradáveis que precisam dela.
Ela lamentou a mudança no uso de sua intenção original de criar uma "comunidade inclusiva" para pessoas de todos os sexos que foram sexualmente privadas devido à estranheza social, marginalização ou doença mental. Desde então ela começou um novo projeto, "Love Not Anger", que ela descreve como "um projeto para pesquisar como pessoas solitárias podem encontrar amor respeitoso, em vez de ficarem presas na raiva".
O subreddit "r/incels", um fórum no site Reddit, mais tarde se tornou uma comunidade incel particularmente ativa. O subreddit era conhecido como um lugar onde os homens culpavam as mulheres pelo seu celibato involuntário, às vezes defendiam o estupro ou outras formas de violência, e eram misóginos e frequentemente racistas. Um post intitulado "pergunta geral sobre como os estupradores são pegos" foi perguntado por um membro que fingia ser uma mulher, dizendo que eles queriam saber como uma mulher que foi drogada e estuprada começaria a encontrar seu estuprador. Em 25 de outubro de 2017, o Reddit anunciou uma nova política que proibiria "conteúdo que encoraje, glorifique, incite, ou chame por violência ou dano físico contra um indivíduo ou um grupo de pessoas" e então baniu o subreddit r/incels em 7 de novembro de 2017, sob a nova política. Na época da proibição, a comunidade tinha cerca de 40 mil membros. Embora r/incels tenha sido banido, a comunidade incel continuou a habitar o Reddit em vários outros subreddits.
A subcultura incel chegou a um público mais amplo com a proibição o subreddit r/incels e uma série de assassinatos em massa cometidos por homens que se identificaram como involuntariamente celibatários ou compartilhavam ideologias semelhantes. O aumento do interesse em comunidades incel tem sido atribuído ao sentimento de "direito agravado" por alguns homens, que sentem que estão sendo negados os direitos que merecem e culpam as mulheres por sua falta de sexo.
As comunidades incel tornaram-se cada vez mais extremistas e focadas na violência nos últimos anos. Isso tem sido atribuído a vários fatores, incluindo a influência de grupos de ódio virtuais sobrepostos e a ascensão dos grupos de extrema-direita e supremacia branca. A retórica misógina e às vezes violenta de alguns membros de comunidades incel levou a inúmeras proibições de sites e webhosts. As comunidades incel continuam a existir em plataformas mais brandas, como Voat, 4chan e Reddit. Também há fóruns incels que desaprovam o ódio, e um site de namoro que atende aos incels.

## Ideologia
Muitas comunidades incel são caracterizadas por ressentimento, autopiedade, misoginia, misantropia, narcisismo e racismo. As discussões geralmente giram em torno da crença de que os homens têm direito ao sexo; outros tópicos comuns incluem ociosidade, solidão, infelicidade, suicídio, substitutos sexuais, prostitutas e a aquisição de robôs sexuais. Assim como vários atributos que eles acreditam aumentar a desejabilidade de um parceiro como renda ou personalidade. A oposição ao feminismo e aos direitos das mulheres é comum, e algumas publicações culpam a libertação das mulheres por sua incapacidade de encontrar um parceiro. Crenças antissemitas também são encontradas regularmente em fóruns incel, com alguns comentários culpando o surgimento do feminismo a um plano idealizado por judeus para enfraquecer o Ocidente.

## Críticas
As comunidades incel foram amplamente criticadas na mídia e por pesquisadores como violentas, misóginas e extremistas. Keegan Hankes, um analista de pesquisa sênior que trabalha para o Southern Poverty Law Center, advertiu que a exposição a conteúdos violentos nos fóruns incel "desempenham um papel muito grande" na radicalização dos incels, e descreve posts violentos nos fóruns como "mais [...] do que estou acostumado a ver em sites até mesmo de supremacistas brancos".  O jornalista David Futrelle tem descrito as comunidades incel como "violentamente misóginas", e está entre os críticos que atribuem o agravamento da retórica violenta nos fóruns incel ao crescimento da direita alternativa e da supremacia branca, e à sobreposição entre as comunidades incel e os grupos de ódio online.
Entretanto, as condições e os comportamentos associados ao celibato involuntário incluem: depressão severa, autolesão, masturbação frequente, doenças mentais, automedicação, alcoolismo ou uso de narcóticos, stalking, estupro e até suicídio. Além disso, o celibato involuntário também pode levar ao isolamento e a um comprometimento nocivo com o comportamento sexual humano.

## Saúde mental
"Celibato involuntário" não é uma condição médica ou psicológica. Algumas pessoas que se identificam como incel sofrem de deficiências físicas ou distúrbios psicológicos, como depressão, transtorno do espectro do autismo e transtorno dismórfico corporal. Alguns visitantes de fóruns incel atribuem sua incapacidade de encontrar um parceiro a doenças físicas ou mentais, enquanto outros o atribuem à extrema introversão. Muitos incels se envolvem em autodiagnóstico de problemas de saúde mental, e os membros das comunidades incel geralmente desencorajam os participantes que publicam sobre doenças mentais procurar terapeutas ou procurar tratamento. Alguns incels com depressão severa também são suicidas, e alguns membros das comunidades incel incentivam os suicidas a cometer suicídio, algumas vezes recomendando que cometam atos de violência em massa antes de fazê-lo.
O psicólogo e pesquisador sexual James Cantor descreve os incels como "um grupo de pessoas que geralmente não possuem habilidades sociais suficientes e [...] que se sentem muito frustradas". Nos fóruns de mídia social, "quando estão cercados por outras pessoas com frustrações semelhantes, eles meio que perdem a noção do que é um discurso típico e se envolvem em crenças cada vez mais extremas".

## Atos de violência

### Brasil
Em 2011, no Rio de Janeiro, o Massacre de Realengo cometido pelo assassino Wellington Menezes de Oliveira é considerado um dos primeiros exemplos de massacre praticado por incels (celibatários involuntários) no país.
Em 2019, o Massacre de Suzano, na Região Metropolitana de São Paulo, foi uma série de assassinatos praticados por membros de grupos incel.

### Estados Unidos
Em 2014, um estudante chamado Elliot Rodger, que se identificava como um incel, de 22 anos, matou 6 pessoas e feriu outras 14 em um ataque a uma universidade na Califórnia, conhecido como Massacre de Isla Vista. Depois de matar 3 pessoas em seu apartamento, sua intenção era cometer um feminicídio assassinando mulheres na residência estudantil para meninas da Universidade da Califórnia em Santa Bárbara, o que não ocorreu.
Em 14 de fevereiro de 2018, Nikolas Cruz matou 17 pessoas e feriu dezenas de outras pessoas - as fontes indicam entre 14 e 17 pessoas - durante o Massacre na Stoneman Douglas High School, em Parkland, nos Estados Unidos. Cruz já havia postado online antes do massacre uma homenagem ao assassino incel do Massacre de Isla Vista dizendo: "Elliot Rodger nunca será esquecido".
Devido a uma série de atos de violência, um relatório do Departamento de Segurança Pública do Texas, nos Estados Unidos, alertou em 2020 que os incels são uma ameaça emergente de terrorismo nos Estados Unidos.

### Canadá
Em 23 de abril de 2018, um ex-recruta militar canadense de ascendência Armênia chamado Alek Minassian, que também se identificava como um incel, atropelou e matou dez pessoas em Toronto, no Canadá. Algumas horas antes, Alek teria feito postagens extremamente misóginas em um fórum na internet e teria tentado convocar outros incels para uma "rebelião incel" dizendo: "a rebelião 'incel' já começou! Vamos derrotar todos os Chads (homens atraentes e sexualmente ativos) e Stacys (mulheres sexualmente ativas). Todos saúdem o cavalheiro supremo Elliot Rodger!".

### Reino Unido
Em 2021, Jake Davison, de 22 anos, matou cinco pessoas em Plymouth, Inglaterra. Davison atirou em Maxine Davison (sua mãe, de 51 anos), outra mulher, dois homens e uma menina de 3 anos num intervalo de seis minutos. O jovem detinha porte de arma de fogo. O incidente foi o pior ataque a tiros no Reino Unido desde 2010.

## Impacto cultural

### SérieAdolescência
Adolescence (bra/prt: Adolescência) é uma minissérie britânica de drama criminal e psicológico de 2025, criada por Jack Thorne e Stephen Graham, com direção de Philip Barantini. A trama acompanha Jamie Miller (Owen Cooper), um garoto de 13 anos que é preso acusado de assassinar sua colega de classe. Cada episódio foi filmado em um único plano-sequência.
A minissérie estreou na Netflix em 13 de março de 2025 e foi aclamada pela crítica, destacando-se pela direção, roteiro e cinematografia, com atenção especial à atmosfera e às atuações. A obra também se tornou a primeira produção de streaming a liderar o ranking semanal de audiência da Barb Audiences.